# Biserica Armenească din Chișinău
Biserica Armenească Apostolică Sfânta Maica Domnului este un lăcaș de cult apostolic armean. Este un monument de arhitectură de însemnătate națională introdus în Registrul monumentelor de istorie și cultură din municipiul Chișinău. și monument de arhitectură și artă inclus în Registrul monumentelor Republicii Moldova ocrotite de stat cu nr. 23 (municipiul Chișinău).

## Istorie
Este biserica comunității armenești, care a construit-o începând cu anul 1803, fiind folosite fundațiile unei biserici moldovenești mai vechi, ce fusese edificată la 1645, pe timpul lui Vasile Lupu (1634–1653), cu hramul „Sf. Nicolae”, căreia i se mai spunea biserică domnească. Biserica se află în partea de sud-est a centrului istoric al Chișinăului vechi, un important element de reper al planului urban medieval. Biserica armenească, construită cu cheltuiala baronului Oganes, fiul lui Acopgian, și a copiilor săi în memoria părinților, a moștenit de la biserica moldovenească planul alungit, de tip navă, rotunjit la est de vasta absidă altarului. Multe particularități au fost introduse în arhitectura ei după intrarea acesteia în posesia armenilor: lipsește peretele despărțitor dintre naos și pronaos, caracteristic pentru ortodoxia de vest, au apărut compartimentele laterale, așa numitele horane, spații construite special pentru altarele laterale. Atunci a fost construit și turnul clopotniței, alipit la fațada de vest, modificate bolțile interioare și alipită o încăpere la nordul navei, unde se botezau pruncii. În 1804 a fost construit pridvorul de sud, unde în peretele de est a fost montat al doilea altar cu o catapeteasmă din lemn.
În 1885 a avut loc restaurarea bisericii și lucrări de amploare efectuate cu cheltuiala lui Oganes, fiul lui Manuc Bei. O puternică notă orientală a fost introdusă prin construcția loggiei, alipite pridvorului de sud, construit deasupra mormintelor familiei Manuc Bei, în arhitectura căreia au fost promovate trăsături specifice arabo-musulmane, dar soluția planimetrică face parte din moștenirea armenească. Autor al acestei construcții este considerat arhitectul A.I. Bernardazzi.

## Descriere
Pereții clădirii au fost înălțați cu cca. 65 cm, partea nouă fiind evidențiată printr-o arcatură ce amintea ocnițele medievale, amplasată perimetral sub cornișa cu muluri neoclasice. Bolțile vechi au fost demolate și înlocuite cu altele noi, cu o influență a stilului baroc. Bolta cilindrică, susținută de arcuri dublouri, a fost străbătură de mici calote sferice. Suprafețele lor și peretele de apus au fost acoperite cu fresce. A fost înălțată cu un nivel și clopotnița, silueta ei devenind mai elegantă, ultimul nivel fiind împodobit cu detalii din arhitectura neoclasicismulu francez.
În timpul acestei reconstrucții au fost introduce forme caracteristice Armeniei istorice: acoperișul clopotniței a devenit piramidal, au fost ridicate mici turle decorative, în forme similare, deasupra altarului și pridvorului de sud, arhitect Alexandru Bernardazzi. Tot în această perioadă a refacerii capitale a edificiului a fost montată și decorația sculptată a portalului de la intrarea principală prin turnul clopotniței, o compoziție artistică în care au fost incluse și cruci sculptate, motiv folosit în sculptura armenească cu denumirea hacikar.
În anii 70 ai secolului a XX-lea biserica a fost restaurată, arhitect Agasi Ambarțumian.

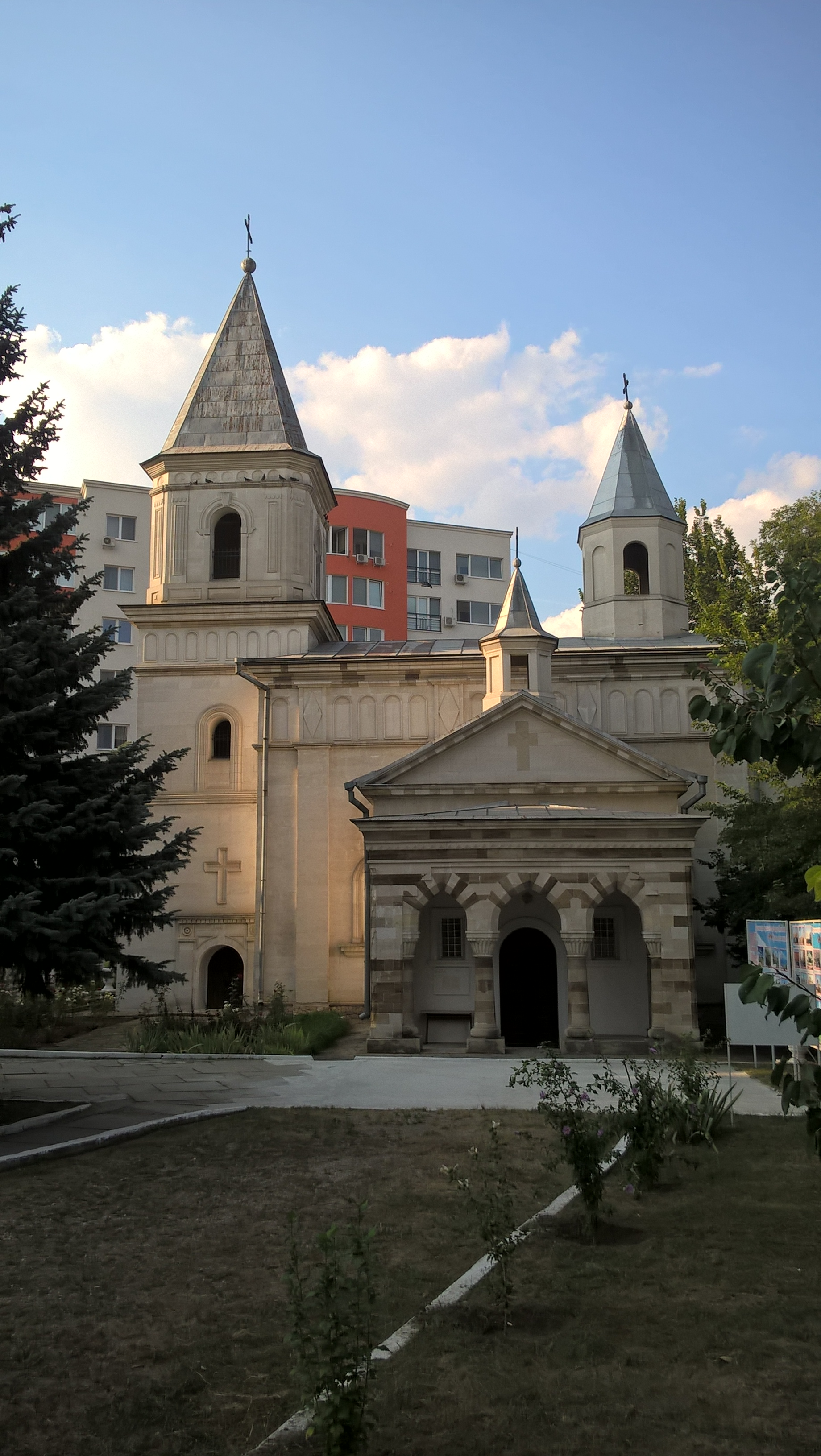
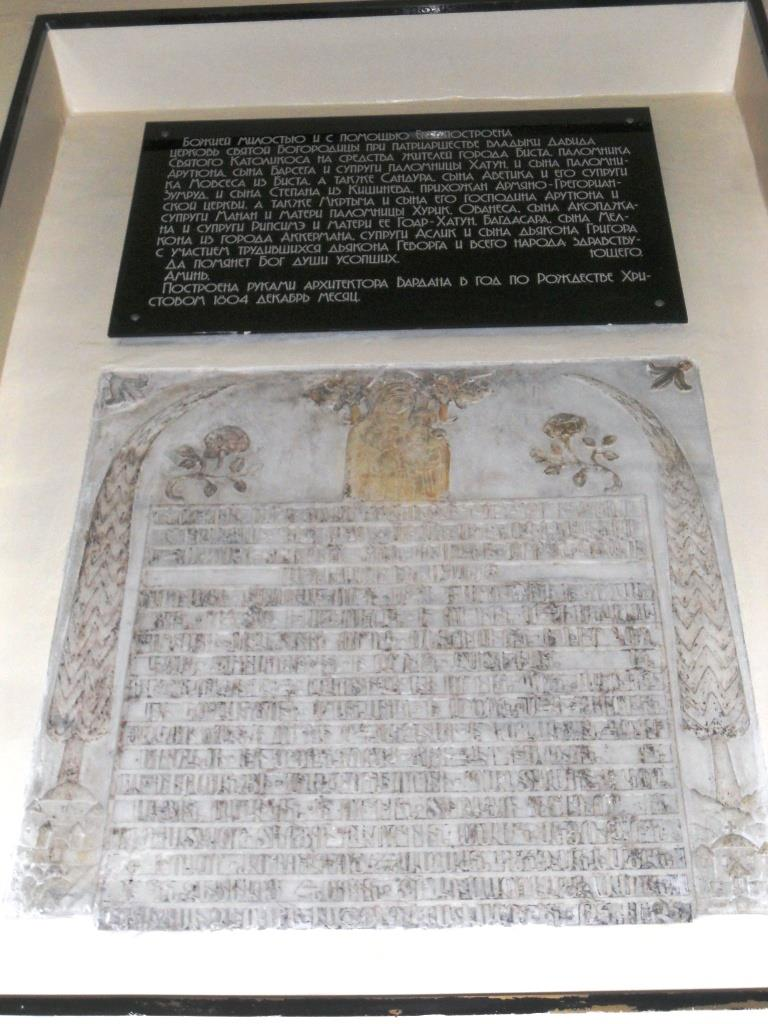
Placă descriptivă
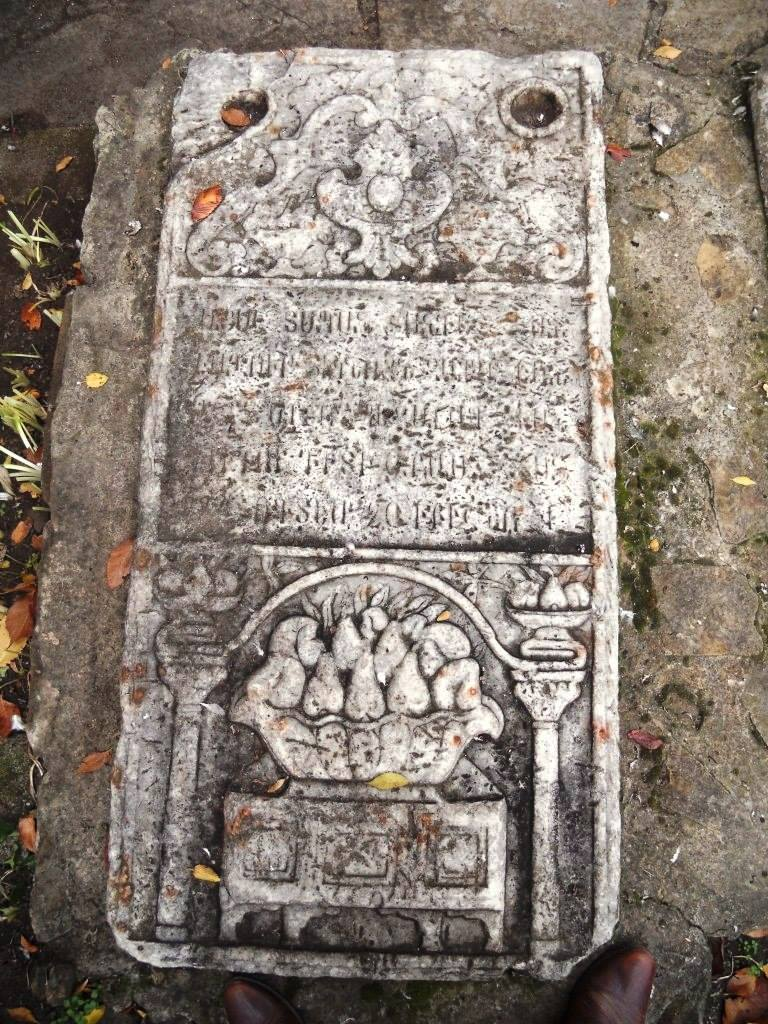
Mormânt
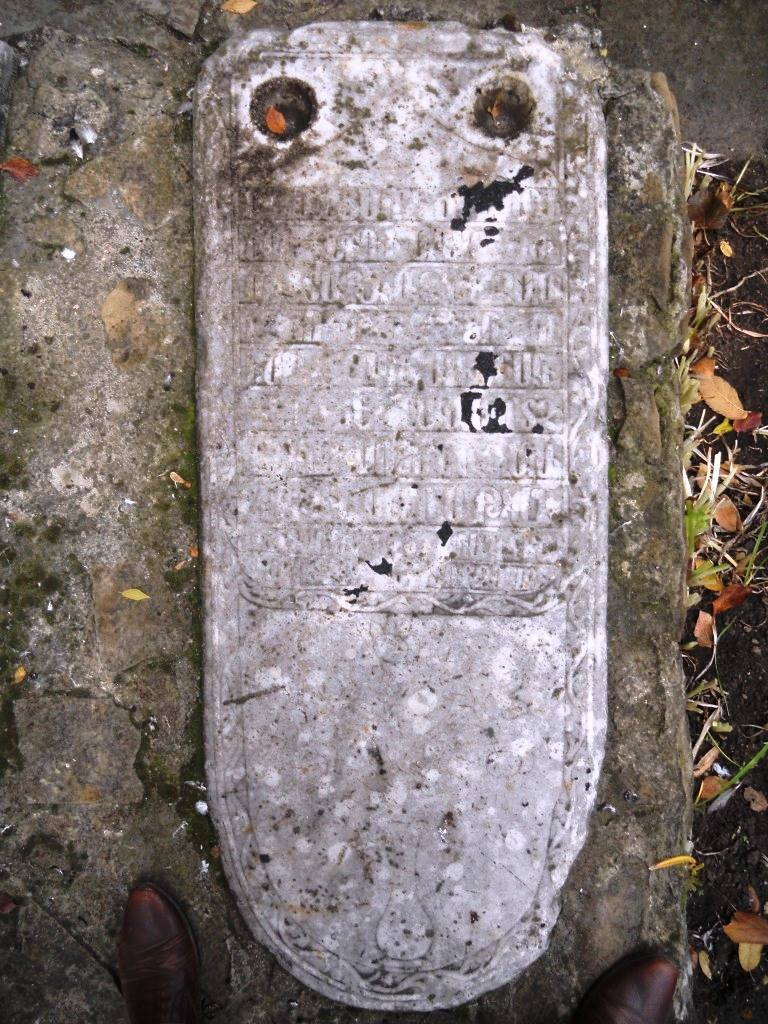
Mormânt
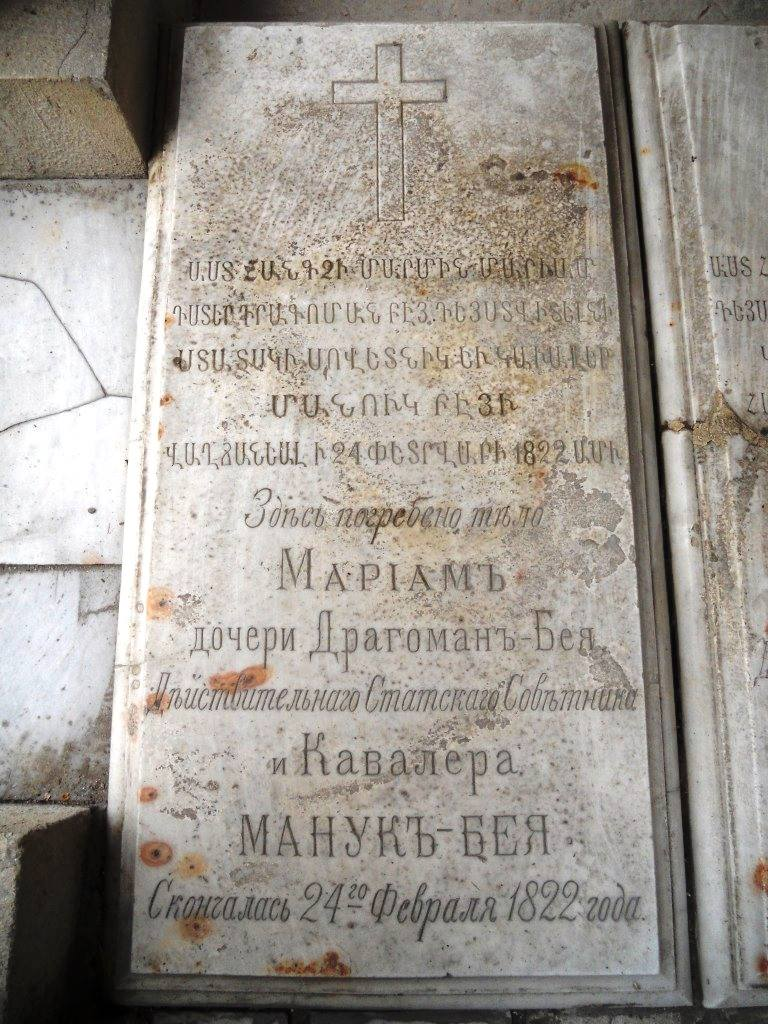
Mormânt
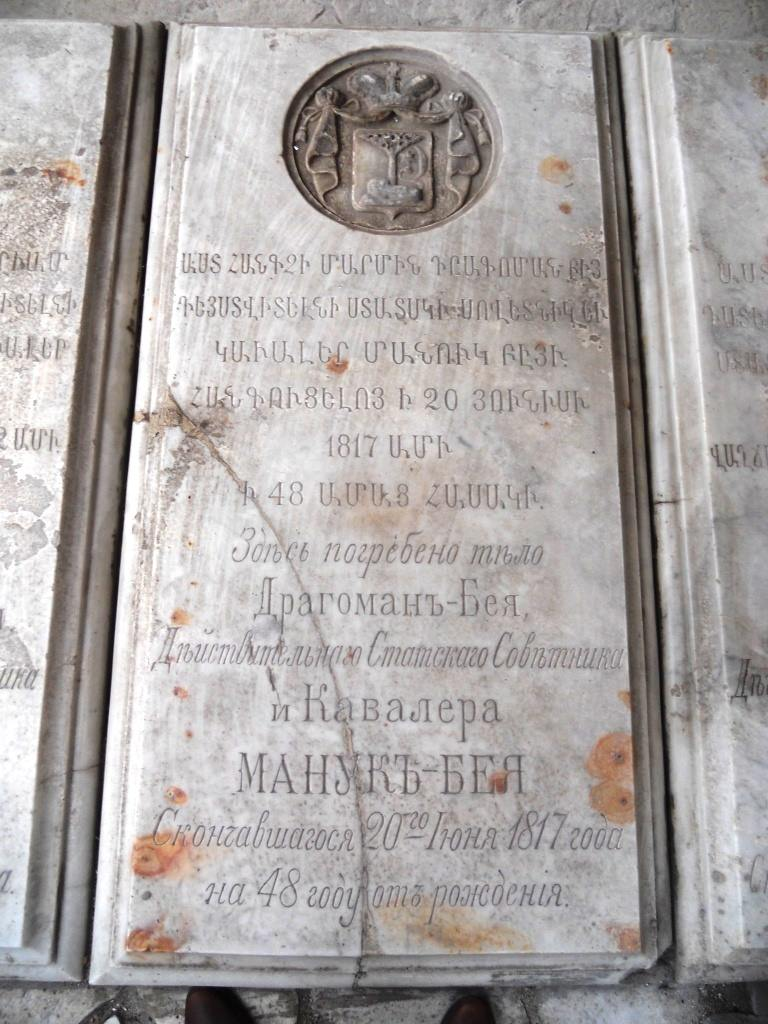
Mormânt
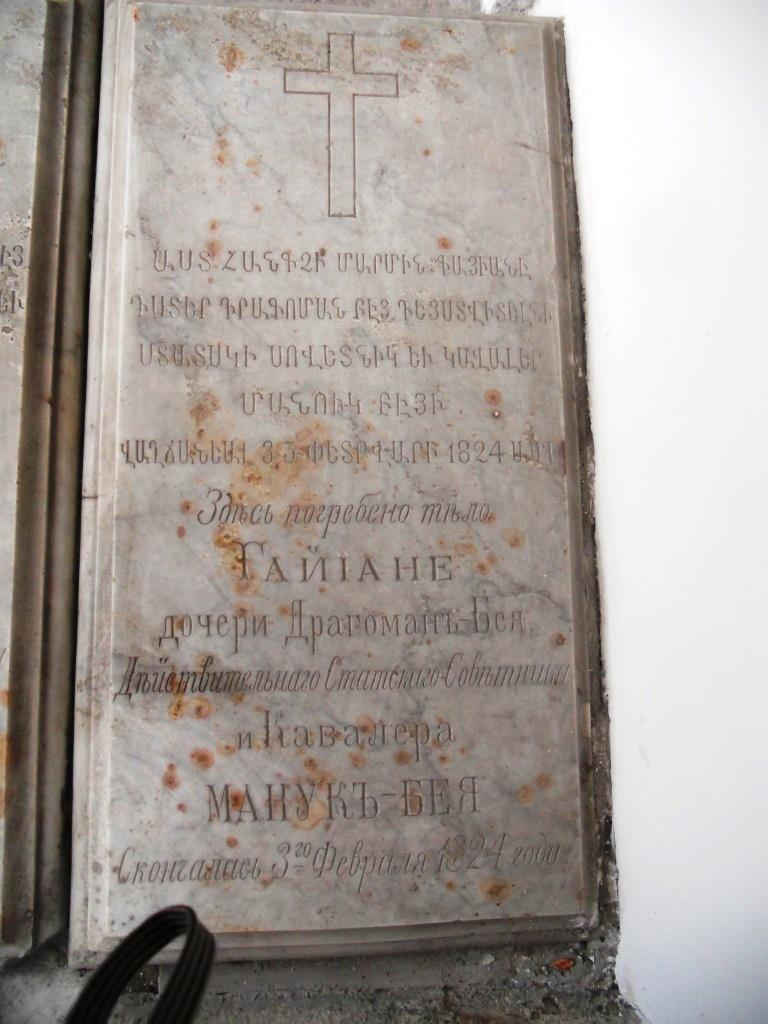
Mormânt
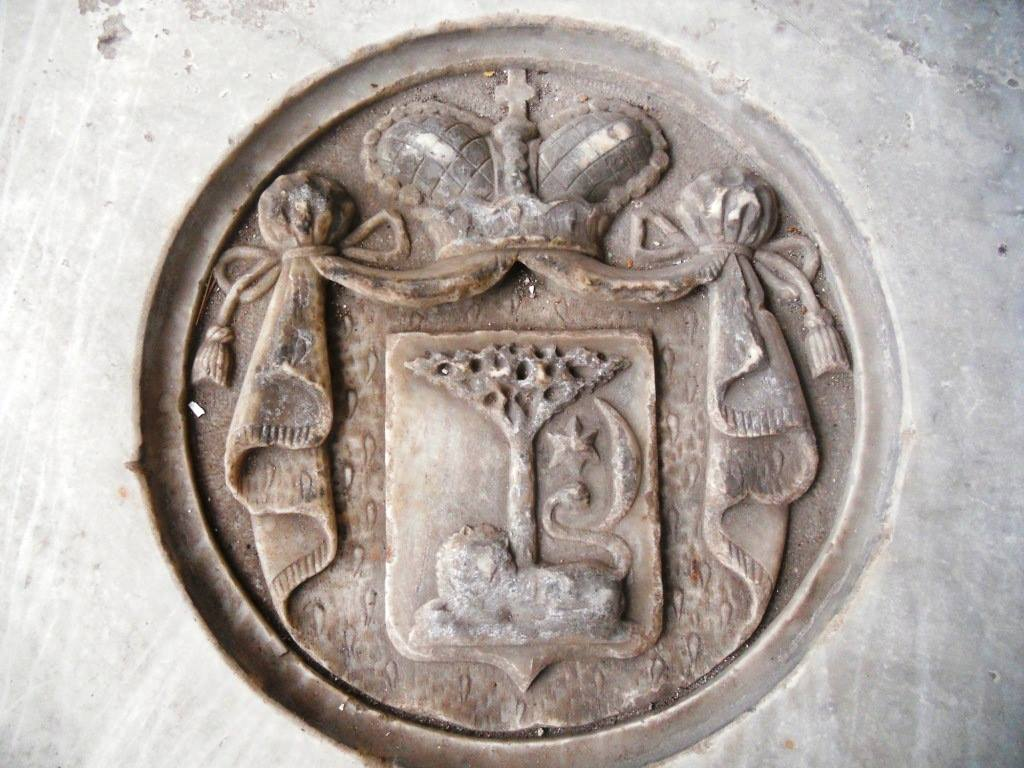
Blazon armenesc
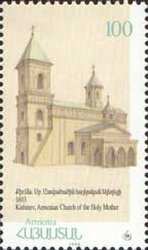
Biserica ilustrată pe o ștampilă armenească din 1997.